# (6517) Buzzi
Pour les articles homonymes, voir Buzzi.
(6517) Buzzi est un astéroïde de la ceinture principale, de la famille de Hungaria.

## Description
(6517) Buzzi est un astéroïde de la ceinture principale, de la famille de Hungaria. Il présente une orbite caractérisée par un demi-grand axe de 1,93 UA, une excentricité de 0,05 et une inclinaison de 23,4° par rapport à l'écliptique.

## Compléments